# Святогоров Олександр Пантелеймонович
Олекса́ндр Пантелеймо́нович Святого́ров (*15 грудня 1913, Харків, †22 червня 2008, Київ) — радянський розвідник.

## Життєпис
Олександр Святогоров народився 15 грудня 1913 року. Робітничу спеціальність здобував у Запоріжжі, працював на металургійному комбінаті «Запоріжсталь». В органах держбезпеки з 1940 року. Під час Німецько-радянської війни займався підготовкою розвідувально-диверсійних груп і їх закиданням у тил противника в районах Харкова, Ворошиловграда, Сталінграда.
У 1944—1945 роках виконував розвідувальні завдання на окупованих територіях Польщі і Чехословаччини. Забезпечив проникнення у Люблінську розвідувальну школу абвера, завдяки чому вдалося знешкодити багато гітлерівських агентів. Під його командуванням загін захопив у полон кількох важливих офіцерів вермахту, яких передали фронтовій розвідці 2-го Українського фронту. Після війни працював по лінії зовнішньої розвідки у країнах Європи. За його участю була проведена успішна операція, в результаті якої вдалося одержати секретні шифри однієї із західноєвропейських розвідок і протягом двох років ними користуватися.
До останніх днів Святогоров проживав у Києві. Полковник у відставці. Нагороджений орденами Червоної Зірки, Вітчизняної війни II ступеня, Богдана Хмельницького III ступеня, «За заслуги» III ступеня, а також орденами:
- Польщі — «Партизанський військовий хрест»,
- Чехословаччини — «Військовий хрест», «Орден Словацького Народного Повстання», «Червона Зірка ЧРСР» та багатьма медалями.

Святогоров був одним із прототипів героя фільму «Щит і меч» — розвідника Йогана Вайса, який діяв у глибокому тилу ворога. За його голову гітлерівці обіцяли 150 тисяч чеських крон. Про нього написано ряд книг («Його ім'я Зорич», «Подвійна западня», «Смерть і життя поруч»), нарисів та інтерв'ю, знято кілька документальних фільмів.